# Blanzy-lès-Fismes
Blanzy-lès-Fismes è un comune francese di 95 abitanti situato nel dipartimento dell'Aisne della regione dell'Alta Francia.

## Società

### Evoluzione demografica
Abitanti censiti